# Åke Silvandersson
Karl Åke Elvin Silvandersson, född 30 april 1922 i Hinneryds församling, Kronobergs län, död 19 oktober 2013 i Lerums församling i Västra Götalands län, var en svensk entreprenör, uppfinnare och grundare av Silvandersson Sweden AB.
Åke Silvandersson, som var son till en torghandlare, verkade som dekoratör och bodde en tid i Skåne innan han 1964 flyttade med familjen till Knäred i Halland. Vid 60 års ålder startade han 1982 företaget Silva Miljö AB i Knäred, som bland annat tillverkade kuddstoppning och skumplastartiklar, däribland skumplastbollar, samt en mysfåtölj åt Ikea. Silvandersson har gjort ett antal uppfinningar och konstruktioner, bland annat en potatispackningsmaskin. Vid experiment med ett slags miljövänligt lim till potatismaskinens papperspåsar visade det sig att flugor attraherades av limmet. Genom upptäckten har olika nya produkter för miljövänlig insektsbekämpning kunnat skapas. Han var upp i hög ålder engagerad i företaget som numera heter Silvandersson Sweden AB och har övertagits av en ny generation.
Silvandersson var 1943–1955 gift med Elsa Silvandersson (1923–2005) och från 1956 med Aina Silvandersson (1931–1987). Bland hans barn märks låtskrivaren Jonnie Slottheden (född 1946) i första giftet och nuvarande VD:n i Silvandersson-företaget Kenneth Silvandersson (född 1959) från andra giftet.

## Mer läsning
- Pihlblad, Maud (2006). Åke Silvandersson: dekoratören, innovatören & familjeföretagaren. [Knäred: Silvandersson Sweden]. Libris 10266096. ISBN 91-631-8861-9